# Psychotria sibuyanensis
Psychotria sibuyanensis är en måreväxtart som beskrevs av Adolph Daniel Edward Elmer. Psychotria sibuyanensis ingår i släktet Psychotria och familjen måreväxter. Inga underarter finns listade i Catalogue of Life.